# Eunidia okahandjae
Eunidia okahandjae là một loài bọ cánh cứng trong họ Cerambycidae.